# الیس گوری
الیس گوری(به انگلیسی: Elis Guri ؛ زادهٔ ۶ ژوئیهٔ ۱۹۸۳) کشتی گیر کشور بلغارستان است. 
او در المپیک ۲۰۱۶ ریو در وزن ۹۸ کیلو حاضر بود که در کشتی اول و دوم حمزه حلوی از الجزایر و روازی نادارشویلی از گرجستان‌ را شکست داد اما در دور بعد به فردریک شوئن کشتی‌گیر سوئدی باخت و با توجه به شکست این کشتی‌گیر در دورهای بعد از دور رقابت‌ها کنار رفت.